# Ukulele
Ukulele (havajski: ʻukulele) je havajsko glazbalo sa žicama, vrsta male gitare.

## Povijest
Mnogi povjesničari tvrde da je ukulele izumljen krajem 19. stoljeća. U Japanu je to glazbalo poznato od 1929. godine, a u Kanadu je doneseno početkom 1960-ih.

## Vanjske poveznice
- Ukulele Hall of Fame Museum
- Havajski koncertni vodič
- Nekoliko priručnika  Arhivirana inačica izvorne stranice od 10. svibnja 2007. (Wayback Machine)
- Interaktivni nalazač ukulelea  Arhivirana inačica izvorne stranice od 10. srpnja 2007. (Wayback Machine)